# Joyce Ballantyne
Pour les articles homonymes, voir Ballantyne.
Joyce Ballantyne, née le 4 avril 1918 à Norfolk (Nebraska) et morte le 15 mai 2006 à Ocala (Floride), est une illustratrice américaine connue pour ses pin-ups et pour avoir redessiné en 1959 la Coppertone girl, emblème publicitaire de la marque de crème solaire Coppertone (en) (propriété depuis 2014 de la firme Bayer).

## Œuvres

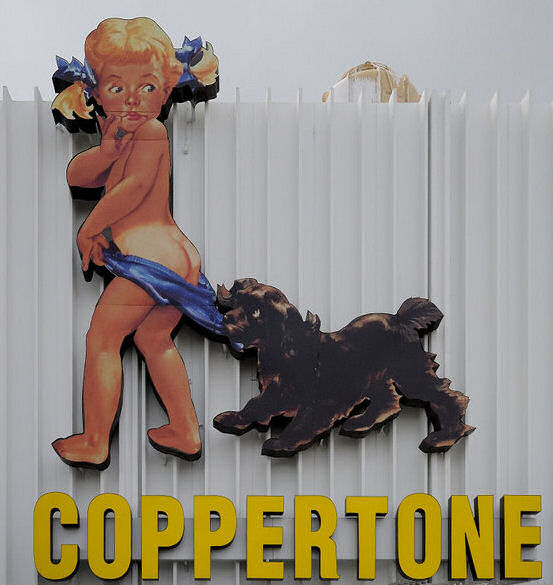
Publicité avec la Coppertone girl apposée sur un immeuble de Miami.

- Brown & Bigelow
- Rand McNally